# Alive (film)
Alive är en amerikansk långfilm, i genren drama- och katastroffilm från 1993, som regisserades av Frank Marshall.

## Handling
Filmen är verklighetsbaserad och handlar om flygolyckan i Anderna 1972. Ett chartrat passagerarflygplan med ett uruguayanskt rugbylag havererar i Anderna, en bergskedja i Sydamerika. En liten grupp passagerare lyckas överleva. Därefter försöker de överlevande hålla sig vid liv och detta når sitt klimax då valet står mellan kannibalism och döden. Filmen behandlar människans överlevnadsinstinkter och visar hur pass utsatt en människa kan bli men ändå ta sig tillbaka. Filmen visar även hur grupper tar form, ställs emot varann och ledarroller gestaltas.

## Rollista (urval)
- Ethan Hawke – Nando Parrado
- Vincent Spano – Antonio Balbi
- Josh Hamilton – Roberto Canessa
- Bruce Ramsay – Carlitos Páez
- John Haymes Newton – Antonio 'Tintín' Vizintín
- David Kriegel – Gustavo Zerbino
- Kevin Breznahan – Roy Harley
- Sam Behrens – Javier Methol
- Illeana Douglas – Lilliana Methol
- Jack Noseworthy – Bobby Francois
- Christian J. Meoli – Federico Aranda
- Jake Carpenter – Alberto Antuna
- Michael DeLorenzo – Rafael Cano
- José Zúñiga – Fraga
- Danny Nucci – Hugo Diaz
- David Cubitt – Fito Strauch
- Gordon Currie – Coche Inciarte
- Ele Keats – Susana Parrado
- Josh Lucas – Felipe Restano
- John Malkovich – den äldre Carlitos (okrediterad)

## Om filmen
Alive bygger på en verklig historia baserad på en bok med titeln Alive: The Story of the Andes Survivors av Piers Paul Read. Om flyghaveriet i Anderna finns också boken Miraklet i Anderna, skriven av en av överlevarna – Nando Parrado – tillsammans med Vince Rause. Händelsen ligger även till grund för en mexikansk film av René Cardona från 1976, Supervivientes de los Andes.
Filmen är en samproduktion mellan Touchstone Pictures (Disney) och Paramount Pictures, där distributionsrättigheterna delades upp med Disney för Nordamerika och Paramount för resten av världen.
Inspelningen ägde rum i British Columbia i Kanada, delvis på hög höjd över trädgränsen i Purcell Mountains samt med studioscener filmade inne i Bridge Studios.